# Морская чайка
Морская чайка (лат. Larus marinus) — вид птиц из семейства чайковых (Laridae).

## Внешний вид
Морская чайка может достигать длины 75 см и является самым крупным видом чаек. Она весит до 2 кг, а размах её крыльев составляет около 170 см. Её оперение окрашено в белый цвет за исключением верхней стороны крыльев, которая имеет чёрную окраску. Мощный жёлтый клюв на кончике с нижней стороны пятно красного цвета. Окраска лапок бледно-розовая. У птенцов оперение бурое и становится белым, как у взрослых, лишь по истечении четырёх лет. В полёте морская чайка может достигать скорости до 110 км/ч. У неё нет естественных врагов. Продолжительность жизни составляет до 23 лет.

## Распространение
Морская чайка обитает на побережьях северной части Атлантического океана и в Центральной Европе. Зимой некоторые из них совершают перелёт из Скандинавии в более южные края, некоторые пережидают зиму, питаясь на мусорных свалках.

## Питание
К добыче морской чайки относится, прежде всего, рыба. Помимо неё, чайка питается насекомыми, рачками, мелкими птицами и их яйцами, мелкими млекопитающими и отходами. Как и другие виды птиц, чайки ищут на свалках, газонах и полях всё, что может утолить их голод. Взрослая морская чайка нуждается в 400 г еды ежедневно.

## Размножение

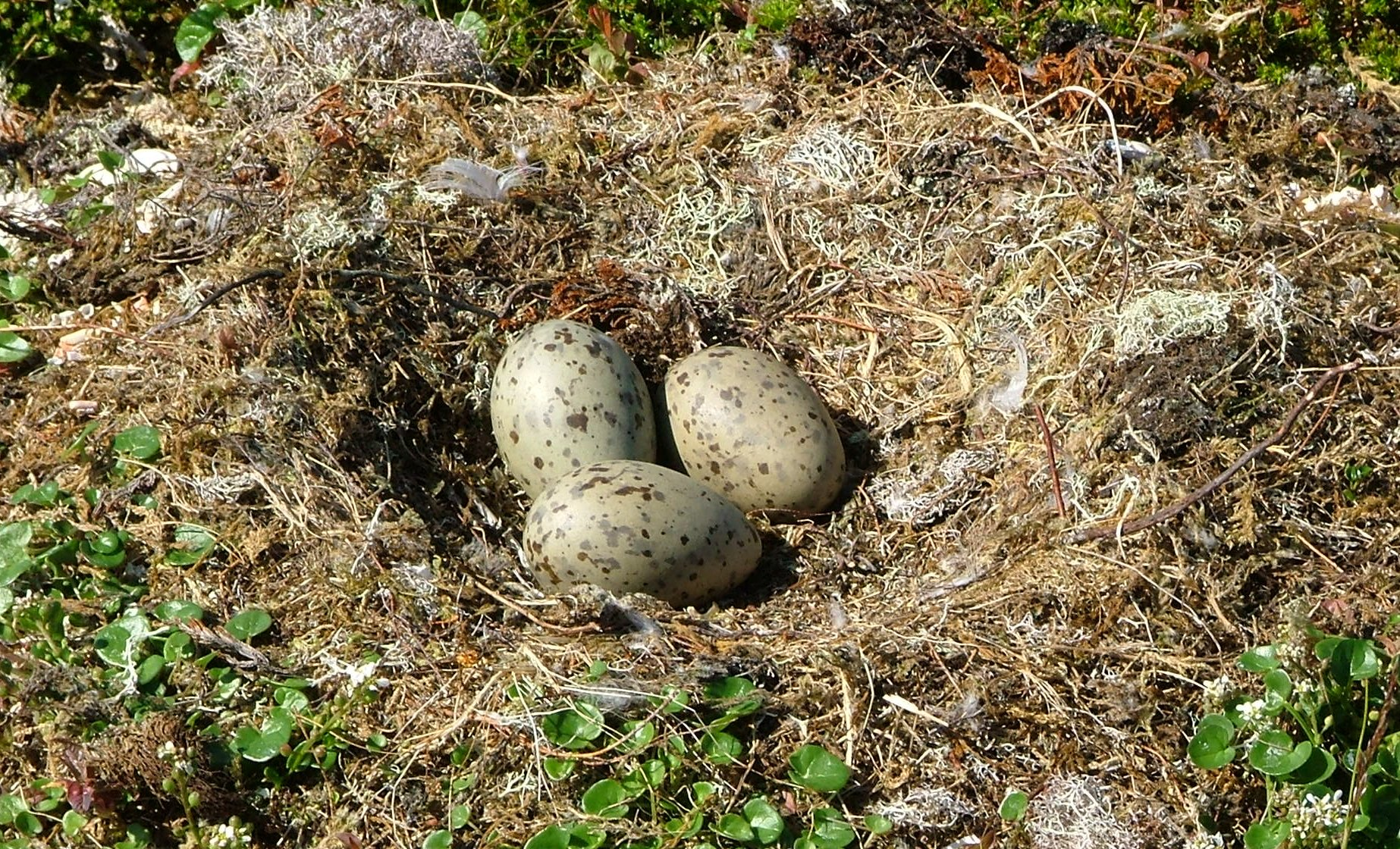
Гнездо морской чайки

Половой зрелости морские чайки достигают в возрасте от четырёх до пяти лет, после чего начинают гнездиться и насиживать яйца на скалистых прибрежных склонах. Морские чайки гнездятся в небольших группах с апреля по июль. Самка, как правило, откладывает два или три яйца величиной около 80 мм в гнездо, построенное из растительного материала. Диаметр гнезда составляет 70 см, а само оно расположено всегда вдали от чужих гнёзд. Оба родителя поочерёдно насиживают кладку в течение 27-29 дней, пока не вылупятся птенцы. Спустя семь-восемь недель потомство начинает летать.